# تیتی ریش‌قرمز
تیتی ریش قرمز (نام علمی: Callicebus caquetensis) نام یک گونه از سرده تیتی است.
این گونه تیتی بوم زاد کلمبیا است ته فقط در شهرستان کاکئتااین کشور یافت می‌شود.این گونه برای اولین بار در جهان در سال ۲۰۱۰میلادی توصیف علمی و نامگذاری شده‌است.